# Ogcodes obusensis
Ogcodes obusensis este o specie de muște din genul Ogcodes, familia Acroceridae. A fost descrisă pentru prima dată de Ouchi în anul 1942. Conform Catalogue of Life specia Ogcodes obusensis nu are subspecii cunoscute.